# Очево
О́чево (рос. Очево) — присілок у складі Дмитровського міського округу Московської області, Росія.

## Населення
Населення — 18 осіб (2010; 27 у 2002).
Національний склад (станом на 2002 рік):
- росіяни — 96 %

## Пам'ятки архітектури
У присілку збереглася церква Введення в храм Пресвятої Богородиці, збудована у 1842 році.